# Orthomyxoviridae
Orthomyxoviridae é uma família de vírus RNA. Inclui sete gêneros: Influenzavirus A, Influenzavirus B, Influenzavirus C, Influenzavirus D, Isavirus, Thogotovirus e Quaranjavirus.  Os primeiros quatro gêneros contêm vírus que causam gripe em vertebrados, incluindo aves (ver também: gripe aviária), humanos e outros mamíferos. O Isavirus infecta o salmão; os thogotovírus são arbovírus, infectando vertebrados e invertebrados, como carrapatos e mosquitos.
Os quatro gêneros do vírus Influenza, identificados por diferenças antigênicas em suas nucleoproteínas e proteína de matriz, infectam os vertebrados da seguinte maneira:
- Influenzavirus A infecta humanos, outros mamíferos e aves e causa todas as pandemias de gripe
- Influenzavirus B infecta humanos e focas
- Influenzavirus C infecta humanos, porcos e cães.
- Influenzavirus D infecta suínos e bovinos